# Eleek
Eleek (вимова Елік) — українська компанія та перша торгова марка української промисловості електричних велосипедів. Компанія з 2010 року спеціалізується на виробництві та продажу електричних велосипедів, закпчастин та аксесуарів до них. Починаючи з 2022 року компанія є постачальником електровелосипедів Атом Мілітарі до Збройних сил України для потреб військових на фронті.

## Історія
Починаючи з 2010 року засновник компанії Павло Рудакевич спільно з Василем Курусом та професійним веломехаником Дмитром Семчуком почали розробляти та продавати рами для електробайків, що стали популярними в Україні та країнах СНД. Рами продавалися з 2010 по 2013 роки, переважно в Україні та Росії, а після Революції гідності компанія повністю припинила співпрацю з росіянами та почали продавати байки до ЄС, США та інших країн.
У 2012 році наш стартап по виробництву електробайків спочатку мав назву Ekross. Тоді з'явилися перші замовники електробайків на основі рами Ekross, такі як DelFast. Ми для них виготовили 10 байків. Потім цю раму скопіювали навіть китайці та почали продавати під брендом Leili та EBB. Ну а далі з'явилися нові моделі Lite, PozitiffMD та наймолодша Neo.
Перша назва Ekross – це поєднання електричного кросового велосипеда та мотоцикла. Коли компанія стала популярна у ЄС і хотіла зареєструвати там своюторгову марку, то отримала претензію від польського виробника велосипедів Kross. Тому компанія змінила свою назву на Eleek. Сама по собі ця назва нічого не означає, а є скороченням від «електричний велик».
У 2016 році виробництво вийшло на рівень повноцінного бізнесу. Компанія орендувала більше приміщення, найняла більше працівників і почала замовляти деталі партіями. До масштабної війни Eleek щорічно виробляла близько 300 електробайків.
Через потребу дотримання соціальної дистанції пов'язаної з глобальною пандемією коронавірусної хвороби, яка розпочалася 2019 року, в Україні став набувати популярності персональний електротранспорт. Крім того, стрімко зростав ринок кур’єрських послуг, для якого ідеально підходять електробайки. Служби доставки замовляли двоколісний електротранспорт великими партіями. Наприклад, онлайн-супермаркет Cooker замовив 50 електровелосипедів Eleek, а частина кур’єрів Glovo користується електричним транспортом компанії.
Після початку повномасштабного вторгнення збройних формувань РФ в Україну 24 лютого 2022 року українська компанія Eleek стала відомою тим, що безкоштовно передала першу партію електровелосипедів Атом Мілітарі для потреб військових на фронті. В останні місяці понад 80% велосипедів компанія відправляє військовим.
За результатами використання Атом Мілітарі в зоні бойових дій ця модель електровелосипеда постійно оновлювалась та покращувалась з урахуванням відгуків та побажань бійців, які їх використовують.
30 липня 2024 року в оборонному відомстві кодифікували український електричний велосипед Атом Мілітарі. Впродовж двох років війни кілька сотень таких електровелосипедів, переданих волонтерами або закуплені за рахунок фондів допомоги війську, продовжують успішно виконувати завдання на фронті.

## Моделі ектровелосипедів
Є чотири основні моделі ектровелосипедів, що випускає компанія Eleek для цивільного ринку. Спочатку на базі рами Ekross з'явився Atom, потім Lite, пізніше – PozitiffMD, а наймолодша модель Neo.
- Atom – це універсальний та потужний байк, який підходить як для асфальту, так і для легкого бездоріжжя.
- Lite – це легкий та комфортний електровелосипед. Він справді дуже схожий на велосипед, тільки з двигуном. Lite ідеально підходить для міста, тому що на ньому можна переміщатися з точки А до точки Б без жодних зусиль.
- PozitiffMD – це байк для агресивної їзди, який буде приносити велике задоволення, якщо кататися на ньому бездоріжжям. У нього високий крутний момент.
- Neo – байк для дітей, пенсіонерів та батьків, які люблять із сім'єю проїхатися набережною чи парком.

Разом з військовими моделями компанія вироляє та продає 9 моделей:
- Pozitiff MD
- Pozitiff MD Military
- Atom
- Atom City
- Atom Military
- Lite Pro
- Lite Mini
- Lite Eco
- Neo